# Tigrioides pyralina
Tigrioides pyralina är en fjärilsart som beskrevs av Rothschild 1912. Tigrioides pyralina ingår i släktet Tigrioides och familjen björnspinnare. Inga underarter finns listade i Catalogue of Life.